# Daniel Ünal
Daniel Ünal (Locarno, 18 gennaio 1990) è un ex calciatore svizzero, di ruolo centrocampista.

## Carriera
Esordisce con il Bellinzona, per poi passare alla Roma senza giocare mai in prima squadra ma collezionando 27 presenze e 4 reti nel Campionato Primavera.
Torna quindi in patria, al Basilea, con cui il 19 settembre 2009 esordisce nelle coppe europee giocando una partita di Europa League contro la Roma (vittoria per 2-0).

## Palmarès

### Club
- Campionato svizzero: 2

Basilea: 2009-2010, 2010-2011
- Coppa Svizzera: 1

Basilea: 2009-2010